# آلوارو سیزا
آلوارو سیزا وییِرا (به اسپانیایی: Álvaro Siza Vieira) تلفظ پرتغالی:[ˈaɫvɐɾu ˈsizɐ] زاده ۲۵ ژوئن ۱۹۳۳ معمار برجسته پرتغالی و برنده جایزه پریتزکر ۱۹۹۲ است.

## میراث
او در جولای سال 2014 اعلام کرد که تصمیم دارد بخش بزرگی از آرشیو معماری خود را به مرکز معماری کانادا در کبک کانادا اهدا کند تا مطالبش را "در کنار آثار معماران مدرن و معاصر" در دسترس همگان قرار دهد.

## نگارخانه

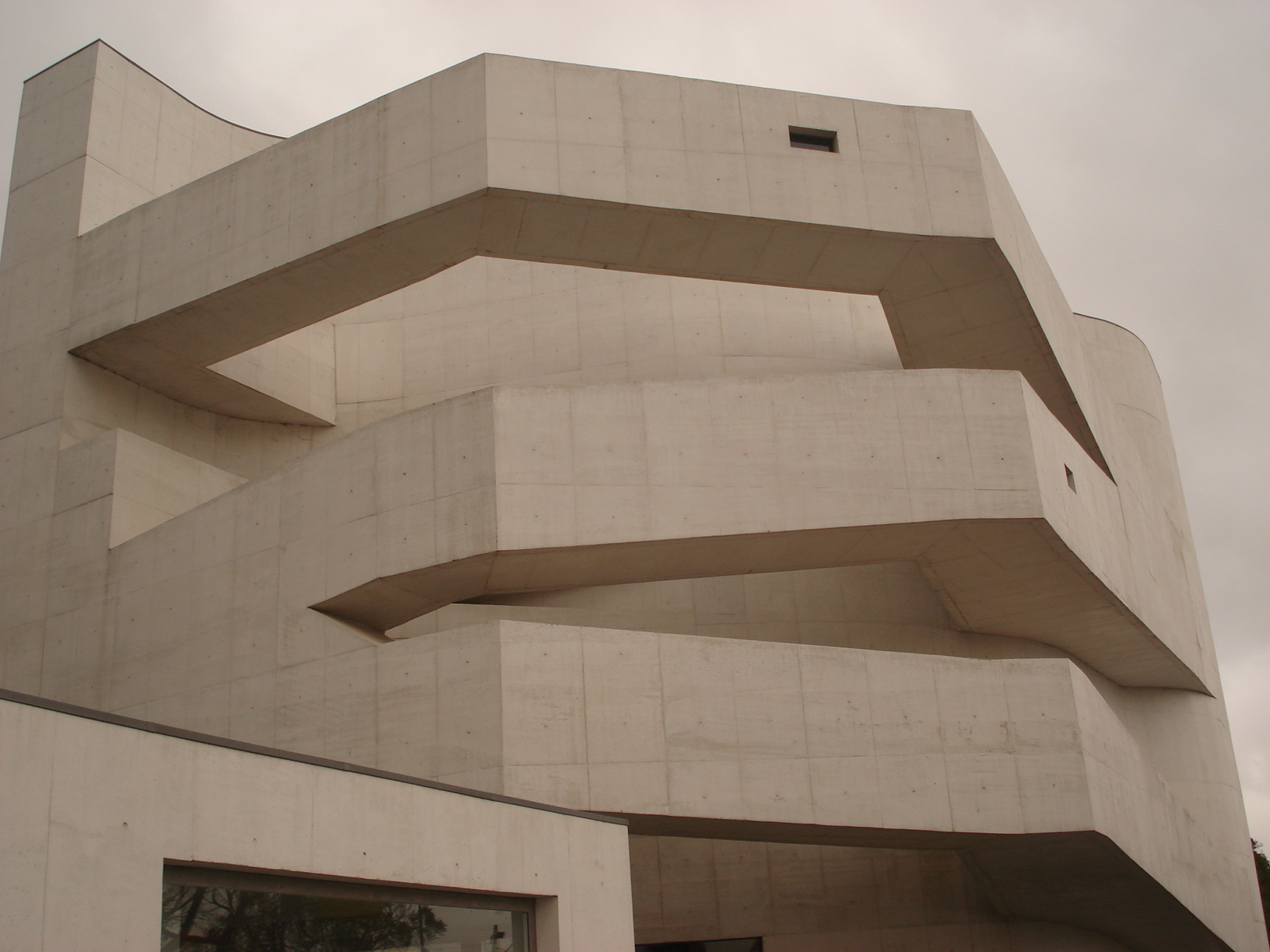